# Ainvelle (Vosges)
Ainvelle je francouzská obec v departementu Vosges, v regionu Grand Est, 48 kilometrů od Vesoulu.

## Historie
Obec stojí na místě galořímského města zničeného roku 275.

## Památky
- kostel Saint-Pierre-aux-Liens

## Vývoj počtu obyvatel
Počet obyvatel